# خايمي بلانكو غارسيا
خايمي بلانكو غارسيا (بالإسبانية: Jaime Blanco García)‏ (1 مايو 1944 - 24 سبتمبر 2020)، هو سياسي إسباني، ولد في مدينة سانتاندير في إسبانيا. حزبياً، نشط في الحزب الاشتراكي العمالي في كانتابريا ‏ وحزب العمال الاشتراكي الإسباني.

## مناصب
- في الانتخابات العامة الإسبانية 1977 [الإنجليزية]‏، انتخب عضو مجلس النواب الإسباني  [لغات أخرى]‏ عن دائرة كانتابريا [الإنجليزية]‏ خلال فترته النيابية  [لغات أخرى]‏ (2 يوليو 1977 – 2 يناير 1979).
- في الانتخابات العمومية الإسبانية 2000 [الإنجليزية]‏، انتخب عضو مجلس النواب الإسباني  [لغات أخرى]‏ عن دائرة كانتابريا [الإنجليزية]‏ خلال فترته النيابية  [لغات أخرى]‏ ( – 20 يناير 2004).
- في الانتخابات العمومية الإسبانية 1996 [الإنجليزية]‏، انتخب عضو مجلس النواب الإسباني  [لغات أخرى]‏ عن دائرة كانتابريا [الإنجليزية]‏ خلال فترته النيابية  [لغات أخرى]‏ (15 مارس 1996 – ).
- في الانتخابات العمومية الإسبانية 1986 [الإنجليزية]‏، انتخب عضو مجلس النواب الإسباني  [لغات أخرى]‏ عن دائرة كانتابريا [الإنجليزية]‏ خلال فترته النيابية  [لغات أخرى]‏ (7 يوليو 1986 – 7 يوليو 1987).
- في الانتخابات العمومية الإسبانية 1982 [الإنجليزية]‏، انتخب عضو مجلس النواب الإسباني  [لغات أخرى]‏ عن دائرة كانتابريا [الإنجليزية]‏ خلال فترته النيابية  [لغات أخرى]‏ (8 نوفمبر 1982 – 15 يوليو 1986).
- في الانتخابات العمومية الإسبانية 1979 [الإنجليزية]‏، انتخب عضو مجلس النواب الإسباني  [لغات أخرى]‏ عن دائرة كانتابريا [الإنجليزية]‏ خلال فترته النيابية  [لغات أخرى]‏ (15 مارس 1979 – 31 أغسطس 1982).
- انتخب عضو برلمان كانتابريا ‏.
- انتخب عضو مجلس الشيوخ الإسباني  [لغات أخرى]‏.